# Gorgone umbratica
Gorgone umbratica är en fjärilsart som beskrevs av Paul Dognin 1912. Gorgone umbratica ingår i släktet Gorgone och familjen nattflyn. Inga underarter finns listade i Catalogue of Life.